# Галовића поље
Галовића поље је висораван поред села Прањани, познато као место са којег су евакуисани савезнички пилоти током 1944. године у операцији Ваздушни мост (Операција Халијард).
По наредби генерала ЈВуО Драгољуба Михаиловића, почетком марта 1944. године почела је изградња аеродрома, са којег је требало да се врши евакуација америчких и енглеских авијатичара за Италију. Изградњу импровизаног аеродрома за евакуацију помогао је народ из околних села које је радило свакодневно са воловским запрегама.
На месту аеродрома 2004. године поводом обележавања 60. годишњице операције постављене су спомен-плоче на српском и енглеском језику и од тада се полажу венци државних органа, Војске Србије, удружења и Амбасаде САД у Београду.